# د. د. تيري
د. د. تيري (بالإنجليزية: D. D. Terry)‏ هو لاعب كرة قدم أمريكية أمريكي، ولد في 9 سبتمبر 1984 في ويليس في الولايات المتحدة.